# 도지마역
도지마역(일본어: 堂島駅)은 일본 후쿠시마현 아이즈와카마쓰시에 위치한 동일본 여객철도 반에쓰사이선의 철도역이다. 단선 승강장 1면 1선의 구조를 갖춘 지상역이다.

## 이용 현황
| 승차 인원 추이 | 승차 인원 추이 |
| 연도           | 1일 평균       |
| -------------- | -------------- |
| 2000           | 22             |
| 2001           | 22             |
| 2002           | 27             |
| 2003           | 30             |
| 2004           | 33             |

## 역 주변
- 국도 제121호선
- 후쿠시마 현립 의료대학 아이즈 의료 센터

## 역사
- 1934년 11월 1일 : 철도성의 역으로서 개업.
- 1987년 4월 1일 : 일본국유철도 분할 민영화에 의해, 동일본 여객철도가 승계.
- 2012년 3월 17일 : 시간표 개정에 의해 전동차 일부가 기동차화로 인해, 하루 1회 왕복이 추가 정차됨.

## 인접 역
| 동일본 여객철도 ■ 반에쓰사이선 | 동일본 여객철도 ■ 반에쓰사이선 | 동일본 여객철도 ■ 반에쓰사이선 |
| ------------------------------ | ------------------------------ | ------------------------------ |
| 아이즈와카마쓰 고리야마 방면   | □ 쾌속 · ■ 보통                | 오이카와 니쓰 방면             |